# Irácká vlajka

Irácká vlajka
Poměr stran: 2:3

Vlajka Iráku je tvořena listem o poměru stran 2:3 se třemi vodorovnými pruhy v barvách červené, bílé a černé. V prostředním, bílém pruhu je zelený arabský nápis Alláhu akbar („Bůh je veliký“).
Vlajka byla vytvořena podle vzoru egyptské trikolóry. Červená barva symbolizuje statečnost v boji, bílá šlechetnost, černá islámské vítěze v minulosti a zelená je barvou islámu.
Poslední změna vlajky se uskutečnila v roce 2008. Stejný vlajkový vzor (až na poměr stran listu 1:2) měla v letech 1963–1971 i Sýrie. Kromě Iráku je použita tato trikolóra také na vlajkách Egyptu, Jemenu, Súdánu a Sýrie (místo nápisu doplněna o znak, klín nebo hvězdy).

Rozměry irácké vlajky

## Historie
Velká část Iráku se nachází mezi řekami Eufrat a Tigris. Toto území je od starověku známé jako Mezopotámie. Od 6. století př. n. l. bylo součástí Perské říše a po roce 633 bylo dobyto Araby. V roce 1534 bylo území dnešního Iráku připojeni k Osmanské říši. Prvními státními vlajkami vyvěšovanými na území dnešního Iráku byly Osmanské vlajky. Do roku 1844 byly vlajky Osmanské říše tvořeny červeným listem s bílým půlměsícem a bílou osmicípou hvězdou. Známa je i varianta se třemi půlměsíci (nejsou obrázky). Roku 1844 byla hvězda změněna na pěticípou.
Po začátku I. světové války obsadila na konci roku 1914 britsko-indická vojska Basru a postupně dobývala celý Irák. Toto dobývání bylo dokončeno 30. října 1918 a na celém území se začala vyvěšovat vlajka Spojeného království.

Vlajka Osmanské říše v Iráku (?–1844) Poměr stran: 2:3
Vlajka Osmanské říše v Iráku (1844–1914/18) Poměr stran: 2:3
Vlajka Spojeného království v Iráku (1914/18–1921) Poměr stran: 1:2

Již v červnu 1920 vypuklo protikoloniální povstání ale 11. listopadu se stal Irák mandátním územím Společnosti národů spravovaným Spojeným královstvím. Povstalci užívali vlaku, vycházející z vlajky království Hidžáz z roku 1917, kterou tvořily tři pruhy: černý, zelený a bílý. U žerdi byl pak červený, pravoúhlý klín. Panarabské barvy představovaly arabské dynastie: černá Abbásovce, zelená Fátimovce, bílá Umajjovce a červená Hášimovce. Není obrázek.
23. srpna 1921 bylo pod britským protektorátem vyhlášeno Irácké království. Králem se stal Fajsal I. (mimochodem bratr jordánského krále Abdalláha I.). V této souvislosti byla zavedena první irácká státní vlajka o poměru stran 1:2. Ta byla stejná jako vlajka povstalců z roku 1920, v červeném klínu však byly pod sebou umístěny dvě bílé sedmicípé hvězdy. Dvě hvězdy symbolizovaly to, že se Irák stal po Sýrii (včetně Zajordánska) druhým státem v připravované panarabské federaci, v které měl každý člen připojit další hvězdu. (Jordánská vlajka má jednu sedmicípou hvězdu na své stejné vlajce dodnes). Sedm cípů hvězd symbolizuje sedm úvodních veršů koránu. Není obrázek.
V květnu roku 1922 bylo, pro lepší rozeznatelnost vlajky, změněno pořadí pruhů. Z vlajky černo-zeleno-bílé se stala černo-bílo-zelená. Není obrázek.
V roce 1924 došlo k další změně irácké vlajky. Červený trojúhelník byl nahrazen lichoběžníkem stejné barvy. Poměr stran 1:2 zůstal zachován. Vlajka zůstala zachována i po nahrazení mandátní smlouvy smlouvou spojeneckou v roce 1930, po získání formální nezávislosti v roce 1932, po smrti krále Fajsala v roce 1933 i okupaci britskými vojsky v letech 1941–1947.
14. července 1958 byla, po převratu důstojníků pod vedením Abdula Karima Kásima a zavraždění krále Fajsala II., svržena monarchie a vyhlášena Irácká republika. Přesně po roce byla 14. července 1959 zavedena nová státní vlajka, kterou tvořil list o poměru stran 1:2 se třemi svislými pruhy: černým, bílým a zeleným. Uprostřed bílého pruhu byla červená osmicípá hvězda se žlutým středem a bílým lemem.
Červená barva symbolizovala proroka Muhameda, bílá a zelená byly barvy velkých dynastií a červená barvou Arabů v Andalusii. Hvězda, nazývaná též Slunce Mezopotámie byla symbolem revoluce z roku 1958 a zároveň symbolizovala Araby a Kurdy.
V roce 1963 se předpokládalo spojení Iráku s Egyptem a Sýrií. 31. července proto byla, podle egyptského vzoru, zavedena nová vlajka o poměru stran 2:3 se třemi vodorovnými pruhy: červeným, bílým a černým. V prostředním, bílém pruhu byly umístěny tři zelené, pěticípé hvězdy. Federace nebyla uskutečněna, vlajku si však Irák ponechal. Červená barva vlajky symbolizovala statečnost, bílá šlechetnost, černá muslimské vítěze a zelená je barvou islámu. Hvězdy symbolizovaly tři státy federace.
Po několika převratech se v roce 1979 dostal k moci Saddám Husajn, který postupně nastolil diktaturu. Vlajku však nechal změnit a schválit parlamentem až 14. ledna 1991, těsně před odvetnou operací (Pouštní bouře) vojsk pod vlajkou OSN, která reagovala na anexi Kuvajtu Irákem 2. srpna 1990. Vlajka byla oproti předchozí doplněna o zelený nápis Allāhu Akbar, mezi hvězdami (psaný Husajnovým rukopisem). Husajn chtěl touto změnou ospravedlnit rozpoutanou válku náboženskou ideologií.
25. dubna 2004 byla po svržení Saddáma Husajna, ve snaze o odstranění baasistické symboliky a o demokratický stát, schválena Prozatímní vládní radou vlajka, která již této charakteristice neodpovídala. Vlajku tvořil bílý list se světle modrým půlměsícem a se třemi úzkými pruhy při dolním okraji: tmavě modrým, žlutým a tmavě modrým.
Již 29. dubna byl světle modrý odstín půlměsíce změněn po připomínkách na tmavě modrý, stejný jako na pruzích, protože odpovídal odstínu na izraelské vlajce. (Není obrázek)
Návrh vlajky vyvolal silný odpor a zákon nakonec nevstoupil v platnost. Při oficiálních příležitostech byla vyvěšována modifikovaná vlajka z roku 1991, s jinou grafickou úpravou nápisu (hranatější písmo). Tato vlajka byla nakonec potvrzena 28. června 2004.

Irácká vlajka (1924–1959) Poměr stran: 1:2
Irácká vlajka (1959–1963) Poměr stran: 1:2
Irácká vlajka (1963–1991) Poměr stran: 2:3
Irácká vlajka (1991–2004) Poměr stran: 2:3
Návrh irácké vlajky (2004) Poměr stran: 7:10
Irácká vlajka (2004–2008) Poměr stran: 2:3

V roce 2008 byly z vlajky odstraněny zelené hvězdy a změnilo se písmo Takbíru. Existovalo několik návrhů nové vlajky.

Návrh irácké vlajky (2008) Poměr stran: 2:3
Návrh irácké vlajky (2008) Poměr stran: 2:3